# Mission der Vereinten Nationen in der Zentralafrikanischen Republik
Die Mission der Vereinten Nationen in der Zentralafrikanischen Republik (französisch Mission des Nations Unies en République centrafricaine, MINURCA) basierte auf der UN-Resolution 1159 vom 27. März 1998 und fand vom April 1998 bis Februar 2000 statt. Die knapp 1.500 Mann umfassende MINURCA-Mission löste die MISOB-Friedenstruppen frankophoner westafrikanischer Länder in der Zentralafrikanischen Republik ab.
Ziel des UN-Mandats war die Sicherstellung von Sicherheit und Stabilität, die Vorbereitung von Neuwahlen Ende 1998 sowie der Neuaufbau der Polizei in der Zentralafrikanischen Republik. Nach Anhalten der Kampfhandlungen in der Zentralafrikanischen Republik zwischen regierungsfreundlichen und regierungsfeindlichen Armeeeinheiten trotz des Einsatzes der MISOB-Truppen, hatte Frankreich über die zukünftige Enthaltung aus dem Konflikt in Westafrika und den Rückzug seiner noch dort verbliebenen Truppen bis Anfang 1998 entschieden.

## Beteiligte Mitgliedsstaaten
Ägypten, Benin, Burkina Faso, Elfenbeinküste, Frankreich, Gabun, Kamerun, Kanada, Mali, Portugal, Senegal, Togo und Tunesien